# 田村仕置
田村仕置（たむらしおき）は、天正14年（1586年）の陸奥国三春城主田村清顕の死去後の田村氏を巡る内紛に対して、2年後の天正16年（1588年）に清顕の娘婿である伊達政宗が行った措置のこと。この内紛は田村氏の縁戚である伊達氏と相馬氏、田村氏と所領争いを続けてきた岩城氏が介入し、郡山合戦の原因ともなった。

## 前史
田村清顕と正室・於北（相馬顕胤の娘）夫妻には娘・愛姫しか誕生せず、清顕の死後の後継者が問題となっていた。また、蘆名氏・佐竹氏との紛争は、両者の同盟による田村領侵攻とその敗北を招き（御代田合戦）、岩城氏と合戦中に発生したいざこざが原因で従属していた大内定綱が二本松氏およびその同盟国である蘆名氏の支援を受けて独立を図るなど苦境に立たされていた。そうした状況を打破するために、清顕は天正7年（1579年）には愛姫を伊達輝宗の嫡男・政宗に嫁がせて伊達氏と同盟を結び、更に将来愛姫が男子を生んだらその子を田村氏の養嗣子として貰うことを約束した。清顕の母（田村隆顕未亡人）は伊達稙宗の娘で輝宗の叔母にあたっていた。
天正12年（1584年）10月、蘆名盛隆が暗殺され、同月に伊達氏では政宗が家督を継いだ。かねてから盛隆は大内氏と田村氏の和睦を図り、政宗は蘆名氏と田村氏の和睦を図っていたが、蘆名氏の家督継承を巡る佐竹氏との外交戦に敗れた伊達氏と佐竹氏との関係を強める蘆名氏の関係は悪化し、天正13年（1585年）5月には政宗は蘆名領に侵攻する。こうして佐竹氏や蘆名氏、二本松氏の侵攻に悩まされてきた田村氏の戦いは伊達氏の支援を受けて新たな展開を迎えた。

## 田村氏の内紛
天正14年10月9日（1586年11月19日）、田村清顕が病死した。愛姫には男子がまだ生まれておらず、田村氏の政務は一門の4名の重臣（田村月斎・田村梅雪斎・田村清康（梅雪斎の子）・橋本顕徳）が協議して、愛姫が男子を生むまでは当面当主を空席として伊達氏と協調して家政を行う方針を固めた。だが、田村氏側には政宗と愛姫が不仲であるという噂が広まり、これを不安視した清顕未亡人（於北）は実家の相馬氏を頼ろうと考え始める。また、家中では田村月斎と田村梅雪斎が権力争いを続けていた。
天正16年（1588年）に入ると、政宗は大崎氏・最上氏の連合軍に敗れ（大崎合戦）、一旦は政宗に追われて蘆名氏に亡命した大内定綱が政宗に寝返ったことを知った蘆名氏の軍も侵攻してきた。そして、4月7日に田村氏の家臣である小手森城の石川光昌が相馬義胤（清顕未亡人の甥）に誘われて離反する。これを知った政宗は小手森城に近い宮森城の白石宗実に警戒を命じると、5月2日に四面を敵に囲まれている中、小手森城を攻撃する陣触を行い、15日に米沢城に出陣してその日のうちに大森城に入り、さらに小手森城を攻めようとするが、天候悪化により大森城に止まらざるを得なかった。
天正16年閏5月12日（1588年7月5日）、事態は急変する。相馬義胤が清顕未亡人（於北）や大越顕光・郡司敏良ら相馬派の家臣の支援を受けて、三春城への入城を強行しようとする。だが、田村月斎や橋本顕徳らの抵抗を受けて城内で追い返され、船引城に撤退する（田村梅雪斎父子の行動については後述）。これを知った政宗はその日のうちに本陣を宮森城に移した上で小手森城攻撃を強行して16日には陥落、これを見た義胤が19日に船引城から撤退すると、23日には大越顕光の大越城を攻撃した。相馬義胤は蘆名義広・佐竹義重（義広の実父）・岩城常隆に援軍を求めた。蘆名・佐竹は援軍に応じたが、田村領を狙っていた常隆は義胤の三春城入城強行に反発して援軍を拒否、さらに岩城氏の家臣から蘆名・佐竹両氏の動きが政宗に伝わってしまった。政宗は片倉景綱・伊達成実とともにこれを迎え撃ち、田村氏の援軍である田村月斎・田村梅雪斎も駆けつけている。これが、郡山城を巡る攻防戦郡山合戦へと発展することになる。郡山合戦は40日にわたる持久戦と小競り合いを繰り返したが、7月に入ると岩城常隆が石川昭光を誘って伊達・蘆名・佐竹の和睦の仲介に乗り出し、18日に停戦が実現、21日には政宗は宮森城に引き上げることになった。なお、この時の和議内容には相馬氏も従わせること、義胤の三春入城の原因を作った大越顕光は岩城氏に預けられた後、政宗の元に送られることも確認された。
ところが、この協議中に政宗は大叔母である清顕の母（隆顕未亡人）から密書を送られる。それは清顕未亡人が相馬義胤と良からぬことを企んでいること、清顕の死も彼女の差し金かもしれないという内容であった。政宗は22日に田村月斎・田村梅雪斎・橋本顕徳が揃って宮森城を訪れるとこの件を協議、翌日になって3名から田村氏の家督を預かる名代の決定を勧められた政宗は清顕の甥の孫七郎を名代にすることを決め、同時に清顕未亡人を船引城で隠居させることを決めた。8月3日、清顕未亡人は船引城に退き、孫七郎が三春城に入って後に政宗の偏諱を得て田村宗顕と名乗る。そして、8月5日、政宗は三春城に入って田村氏の家臣団の挨拶を受けた後、亘理元宗（伊達稙宗の子・隆顕未亡人の実弟）ら伊達一族の諸将を率いて城内東館に住む隆顕未亡人の元に挨拶に伺い、彼女を労わった。以降、8月5日から9月17日まで政宗は三春城に留まって田村氏家中の相馬派を排除して同氏を事実上の傘下に置く新体制を確立させることになる（田村仕置）。
ところが、政宗入城の前日である8月4日、田村梅雪斎・清康父子が突然三春城を出奔してしまったのである。これまで、『伊達治家記録』に梅雪斎父子が相馬派である記述があることや清顕未亡人が三春城を退去した翌日に梅雪斎父子が三春城を退去していることから、梅雪斎父子は相馬派で清顕未亡人や相馬義胤に通じた相馬派であると解釈されてきた。しかし、垣内和孝は相馬義胤が三春城に入った時に梅雪斎はこれに協力せずに撃退する側に回っていること、その後の大越顕光討伐には田村梅雪斎の本拠地である小野城からも兵が出されていること、相馬義胤の要請で援軍に来た蘆名軍と政宗が戦った郡山合戦で梅雪斎自身も伊達軍の一員として戦っていることなどから、『伊達治家記録』の記述とは異なり梅雪斎父子も伊達派であったとする。そして、梅雪斎出奔前後の政宗の書状などから、田村氏を追放された牢人衆（相馬派か？）と取り扱いを巡って領外への追放を主張する田村月斎・橋本顕徳とこれに慎重な梅雪斎父子が意見対立した結果、伊達派内部で内紛が起きて梅雪斎父子が失脚したとの見解を出している。垣内は田村月斎の派閥が「月一統」と呼ばれて田村家中で権勢を振るい、政宗ですら一時はその排除を考える程であったことを指摘し、当時の田村家中は田村月斎・橋本顕徳の月斎派（＝月一統）と田村梅雪斎父子の梅雪斎派と大越顕光らの相馬派の3つに分かれており、内政では月斎派と反月斎派（梅雪斎派と相馬派）が対立し、外交では伊達派（月斎派と梅雪斎派）と相馬派が対立していたとする新説を出している。

## その後
政宗の意向の下、名代・宗顕を擁する田村仕置が完了するが、大越顕光の大越城と田村梅雪斎の小野城はその支配から外れたままであった。さらに11月1日に郡山合戦の和議の仲介の御礼に政宗の使者である片倉景綱が岩城常隆を訪問すると、大越顕光の扱いを巡って伊達・岩城の両者に意見の齟齬が見られ始めた。岩城常隆は田村清顕の存命中から田村領への進出を図って田村氏と争ってきた。相馬義胤の三春入城に反対したのも、郡山合戦の和議に入ったのも、相馬・伊達両氏が田村領を手中にする事態を回避する意図を持っていたからである。ところが、政宗の三春入城と田村仕置は常隆の思惑を裏切るものであった。
そして、年が明けた天正17年1月1日、大越顕光と田村梅雪斎が岩城氏の傘下に入って田村氏（宗顕）に対して手切をする意思を示した。政宗は岩城氏との開戦は近いとしながらも、片倉景綱や伊達成実には大越城や小野城への攻撃を制止させる一方で、大越顕光については赦免して秘かに伊達軍へ内通させようとした。かくして、4月15日に岩城常隆が小野城に向かい、伊達氏との戦いが始まった。その直後に大越顕光の内通が発覚して岩城常隆に処刑され、更に相馬義胤も今度は常隆と連合する形で田村領に侵攻した。一方、政宗は2月に左足を骨折した影響で出陣が遅れていたが、兵を進めた大森城にて蘆名氏に仕える片平城の片平親綱（大内定綱の弟）が伊達氏に内通したとの報を聞くと方針を会津攻略に切り替え、軍を会津方向に向けて高玉城を落としたかと思うと、今度は義胤の田村領出陣で兵力が少なくなった相馬領に侵攻して駒ヶ峯城と蓑頸山城（新地城）を攻め落として常隆らを翻弄させた。その間に蘆名氏の重臣猪苗代盛国を離反させると、6月5日に摺上原の戦いで蘆名軍を討ち破って11日には黒川城に政宗が入り、蘆名氏が滅亡してしまった。これを見た石川昭光らも伊達氏の傘下に入り、苦境に立たされた常隆は12月に政宗と和睦して田村領侵攻は挫折した。
そして、天正18年（1590年）、豊臣秀吉の小田原征伐後に行われた奥州仕置の結果、田村宗顕は改易されて田村郡と三春城は伊達政宗に与えられる事になる。